# Fundulus cingulatus
Fundulus cingulatus är en äggläggande tandkarp som beskrevs av Achille Valenciennes 1846. Arten ingår i släktet Fundulus, och familjen Fundulidae. Inga underarter finns listade i Catalogue of Life.